# Shringasaurus
Shringasaurus (betekent 'gehoornde hagedis', uit het Sanskriet शृङ्ग (śṛṅga), 'hoorn', en Oudgrieks σαῦρος (sauros), 'hagedis') is een geslacht van uitgestorven archosauromorfe reptielen uit het Midden-Trias (Anisien) van India. Het is bekend van de type en enige bekende soort Shringasaurus indicus. Shringasaurus is bekend van de Denwaformatie in de staat Madhya Pradesh. Shringasaurus was een allokotosauriër, lid van een groep ongewone herbivore reptielen uit het Trias, en is het nauwst verwant aan de kleinere en beter bekende Azendohsaurus binnen de familie Azendohsauridae. Net als sommige ceratopide dinosauriërs had Shringasaurus twee grote hoorns boven zijn ogen die naar boven en naar voren gericht waren vanaf zijn schedel. Deze hoorns werden waarschijnlijk gebruikt om te baltsen, en mogelijk tijdens gevechten met andere shringasauriërs, net zoals is gesuggereerd voor de hoorns van ceratopiden als Triceratops. Shringasaurus toont ook overeenkomsten met sauropodomorfe dinosauriërs, zoals zijn lange nek en tanden, en bezette waarschijnlijk een vergelijkbare ecologische niche als een grote bladetende herbivoor voordat deze waren geëvolueerd.

## Ontdekking en naamgeving
Shringasaurus is bekend van een enkel beenderbed van fossielen in de bovenste Denwaformatie in India. De formatie maakt deel uit van het Satpura Gondwana Basin, gelegen in het Hoshangabad-district in de staat Madhya Pradesh. De precieze leeftijd van de Denwaformatie is niet bekend, maar biostratigrafie van gewervelde dieren is gebruikt om het te beperken tot een bereik in het vroege Midden-Trias met tegenstrijdige meningen over een vroege of late Anisische leeftijd. De bovenste Denwaformatie wordt typisch gedomineerd door rode moddersteen, lintvormige zandsteenplaten insluitend. Het beenderbed zelf werd bewaard in een spleetafzetting die bestond uit een cross-bedding van golvende zandsteen met onregelmatige grenzen die de zuidrand van een oud gevuld rivierkanaal doorbraken. Het was onwaarschijnlijk dat deze overstroming een op zichzelf staande gebeurtenis was, aangezien de grootte van de spleetuitbreiding suggereert dat er meerdere fasen van overstroming zijn die cumulatief de overblijfselen van de kudde begroeven.
Het beenderbed van Shringasaurus bestaat voornamelijk uit niet in verband liggende botten (hoewel een gedeeltelijk skelet werd gevonden in anatomisch verband) verspreid over een gebied van vijf bij vijf meter van rode moddersteen met fijne, zanderige lamineringen. Het beenderbed is monodominant, bevat dus alleen fossielen van Shringasaurus en bewaart minimaal acht individuen op basis van het aantal ontdekte rechterdijbeenderen, linkeropperarmbeenderen, schedeldaken en hoorns. De exemplaren vertegenwoordigen ook een verscheidenheid aan verschillende ontogenetische groeistadia met een breed scala aan lichaamsgrootten, van juvenielen tot volwassenen. Van deze individuen hadden slechts een of twee geen hoorns, en er wordt gesuggereerd dat het beenderbed tafonomisch was gericht op de zwaardere, stevig gebouwde schedels van gehoornde individuen tijdens het transport en de conservering.

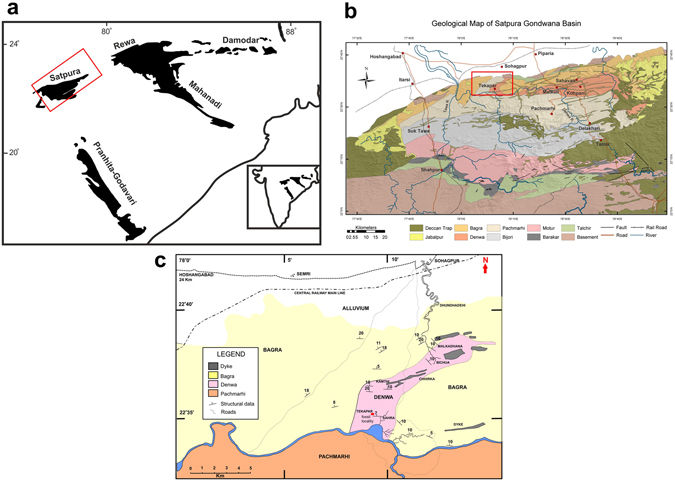
De vindplaats

Het bewaard blijven  van botten die snel verloren gaan tijdens transport (zoals ribben en ledematen), evenals minimale slijtage van veel van de botten, geeft aan dat ze na de dood niet over een grote afstand zijn vervoerd. Hoewel de botten later na transport werden gedearticuleerd (afgezien van een enkele reeks van zes ruggenwervels en ribben), bleven ze in nauw verbonden clusters. Ze vertonen ook weinig verwering, wat aangeeft dat de meeste botten slechts een tot drie jaar aan de oppervlakte bleven, en slechts enkele langer (drie tot vijftien jaar). De wervels die een reeks vormen, die het laagst in het beenderbed werden gevonden, werden waarschijnlijk onmiddellijk begraven, terwijl de resterende botten hoger in het beenderbed werden begraven door daaropvolgende overstromingen. Evenmin vertonen de botten nu tekenen van vertrappeling of sporen van vraat en plantengroei, wat een indicatie is van hun korte blootstelling vóór het begraven worden.
De fossielen zijn opgegraven en geprepareerd door professor Saswati Bandyopadhyay, Dhurjati Sengupta en Shiladri Das van het Indian Statistical Institute in Calcutta, waar de fossielen ook worden opgeslagen. Het werd vervolgens in augustus 2017 beschreven en benoemd door Sarandee Sengupta en Bandyopadhyay, evenals door Martín D. Ezcurra van het Bernardino Rivadavia Natural Sciences Argentine Museum in Argentinië. Het holotype-exemplaar ISIR 780 bestaat uit een gedeeltelijk schedeldak inclusief de prefrontale, frontale, postfrontale en pariëtale botten, samen met een paar grote supra-orbitale hoorns. De verschillende andere exemplaren uit het beenderbed zijn aangeduid als paratypen en bestaan uit meerdere craniale en postcraniale botten van een groot deel van het skelet. Het geslacht werd genoemd met behulp van het oude Sanskrietwoord voor 'hoorn', 'Śṛṅga' (शृङ्ग), voor de unieke hoorns op zijn schedel, gecombineerd met het oude Griekse σαῦρος (sauros) voor 'hagedis'. De soortaanduiding indicus is Latijn voor 'Indiaas', om te verwijzen naar het land van ontdekking.

## Beschrijving
Shringasaurus was een viervoeter met een groot lichaam, met een geschatte lichaamslengte van drie tot vier meter. Hij lijkt sterk op de verwante Azendohsaurus, met zijn kleine, vierkante kop op een lange nek en een groot, tonvormig lichaam met diepe schouders en ribben, gespreide tot half gespreide ledematen en een korte staart. Afgezien van het feit dat hij aanzienlijk groter is dan  Azendohsaurus, is Shringasaurus het meest herkenbaar aan zijn lange gebogen voorhoofdshoorns, evenals aan het hebben van een proportioneel kortere en dikkere nek dan andere azendohsauriden en veel grotere doornuitsteeksels in de nek en over de schouders.

### Schedel
De schedel van Shringasaurus is niet volledig bekend, maar wat er bewaard is gebleven, geeft aan dat de schedel klein en doosvormig was, met een korte, diepe snuit met afgeronde kaakpunten en benige neusgaten versmolten tot een enkele, samenvloeiende opening aan de voorkant van de snuit. Dit is in grote lijnen vergelijkbaar met de volledig bekende schedel van Azendohsaurus, maar de onderkaak van Shringasaurus heeft een meer opvallende tapsheid richting de punt in vergelijking met het diepe, naar beneden gedraaide dentarium van Azendohsaurus.

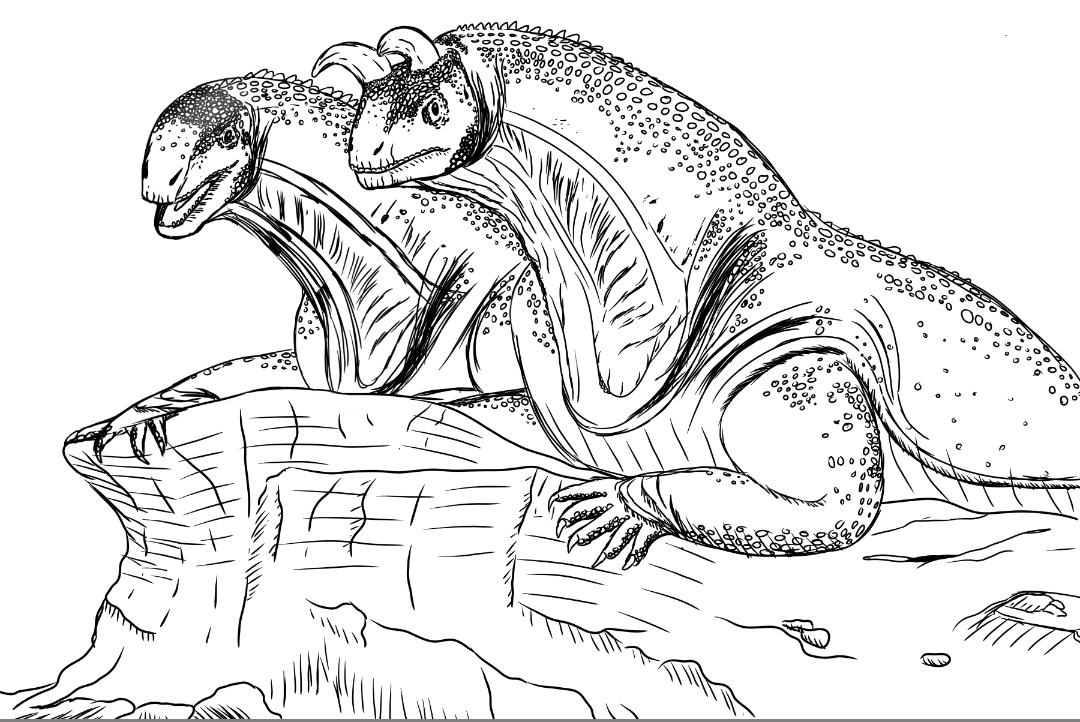
Het is de vraag of er sprake was van seksuele dimorfie

De hoorns van Shringasaurus lijken sterk op die van ceratopide dinosauriërs, ondanks dat azendohsauriden en ceratopiden slechts zeer verre verwanten zijn. De hoorns zijn bevestigd aan de voorhoofdsbeenderen op het schedeldak boven de ogen en beslaan bijna de gehele breedte van de schedel. Ze zijn naar boven gericht en buigen naar voren vanaf de schedel, met een kleine variatie in grootte en oriëntatie bij grote individuen. Kleinere en jongere individuen hadden kleinere, meer sierlijke hoorns, wat aangeeft dat de hoorns zich pas volledig ontwikkelden als de dieren volwassen waren. Het is intrigerend dat ten minste één klein exemplaar geen hoorns heeft, terwijl een ander, vergelijkbaar klein exemplaar kleine maar goed ontwikkelde hoorns heeft. Er werd toen gesuggereerd dat Shringasaurus seksueel dimorf was en dat de vrouwtjes mogelijk geen hoorns hadden.
De hoorns zelf hebben een ruwe, gegroefde textuur, wat impliceert dat ze tijdens het leven bedekt waren met een keratineachtige hoornmantel, net als ceratopide hoorns, en dus waarschijnlijk langer zouden zijn geweest dan de benige kernen op zich. De botten van de schedel onder de hoorns zijn ongewoon dik, en bij de grotere individuen zijn de botten van het schedeldak (het nasale, prefrontale, frontale en postfrontale) aan elke kant samengesmolten.
De tanden van Shringasaurus zijn laag en bladvormig (lancetvormig) met aan weerszijden grote vertandingen, vergelijkbaar in vorm met die van Azendohsaurus maar zonder de prominente uitbreiding boven de wortel als de tanden van Pamelaria. Omdat de schedel en kaken onvolledig bekend zijn, is het totale aantal tanden van Shringasaurus onbekend, maar net als Azendohsaurus had hij vier tanden in elke premaxilla. Shringasaurus had ook talrijke palatinale tanden (hoewel tot nu toe alleen bekend van het ploegschaarbeen), en net als Azendohsaurus zijn ze op unieke wijze net zo goed ontwikkeld als de marginale tanden langs de rand van de kaak. Net als zij waren ze bladvormig en gekarteld, maar bij Shringasaurus zijn de palatinale tanden nog meer lancetvormig dan de marginale rijen. Dergelijke palatinale tanden zijn ongebruikelijk, aangezien de meeste andere herbivore reptielen met hen veel eenvoudigere, gewelfde palatinale tanden hebben, en palatinale tanden die identiek zijn aan die van de kaakranden worden verder alleen gevonden bij de verwante allokotosauriërs Azendohsaurus en Teraterpeton.

### Postcrania

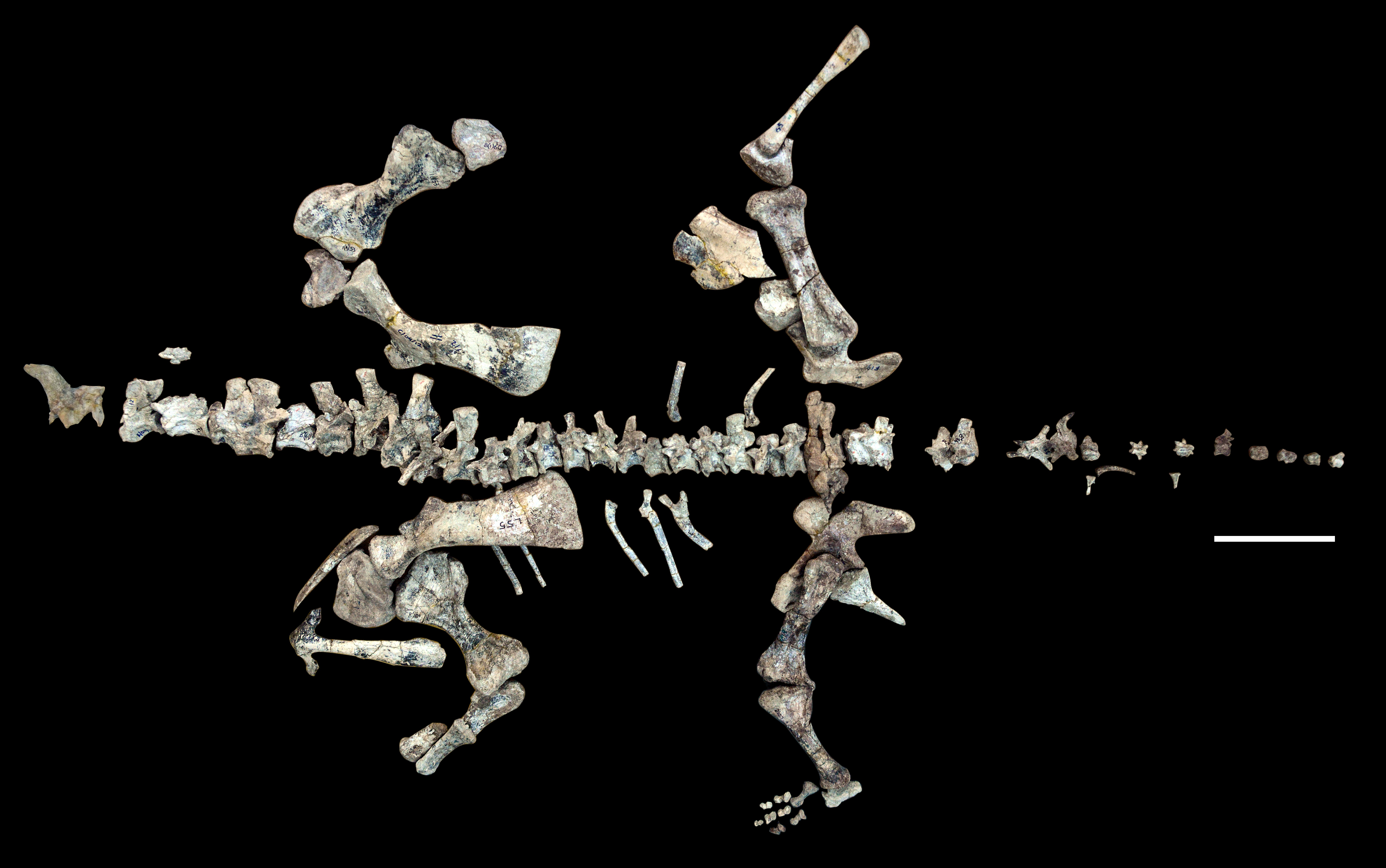
Skeletelementen

De wervelkolom is goed bekend bij Shringasaurus, inclusief de hele reeks halswervels, verschillende ruggenwervels, zowel sacrale wervels als enkele staartwervels. Net als andere azendohsauriden zijn de eerste tot middelste halswervels kenmerkend langwerpig, waardoor Shringasaurus een lange, opstaande nek heeft, hoewel deze verhoudingsgewijs korter is dan bij Azendohsaurus en Pamelaria. De nek is ook veel groter dan bij andere azendohsauriden, met lange, prominente doornuitsteeksels. Deze trend zet zich voort in de dorsalen van de rug, die weliswaar niet zo lang zijn als de cervicale wervelkolom, maar met doornuitsteeksels die twee keer zo hoog zijn als hun centra. De tweede tot vijfde halswervels van Shringasaurus hebben prominente epipofysen, structuren voor het ondersteunen van de nekmusculatuur, wat suggereert dat Shringasaurus sterke nekspieren had. De eerste twaalf dorsalen worden ook gemarkeerd door verschillende goed gedefinieerde laminae die diepe fossae (uithollingen in het bot) verbinden, vergelijkbaar met die op de wervels van sauropoden. Net als Azendohsaurus heeft Shringasaurus twee sacrale wervels met goed ontwikkelde ribben die articuleren met de darmbeenderen.

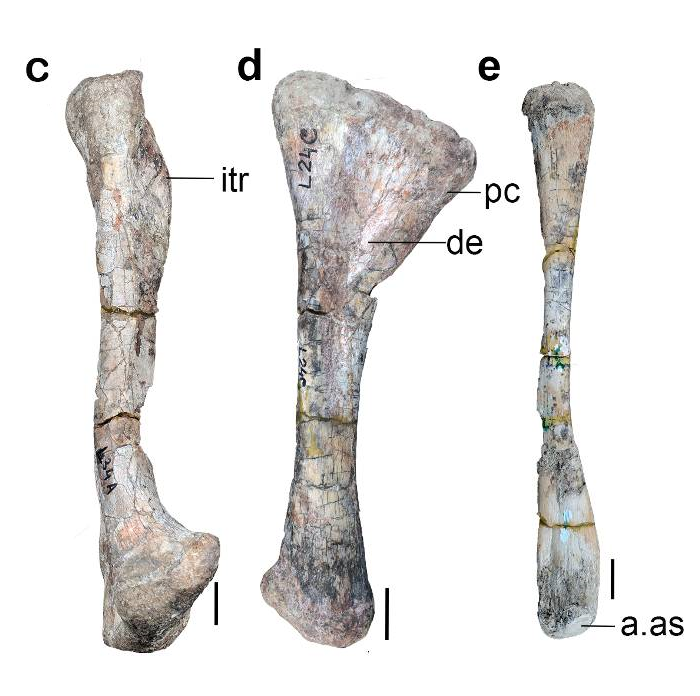
Dijbeen, scheenbeen en kuitbeen

De schouder en voorpoot lijken in grote lijnen op die van Azendohsaurus, met een lang schouderblad dat aan de voorkant holvormig is met een verbreed bovenste uiteinde, en een interclavicula met een lang peddelachtig uitsteeksel op de achterkant en een kort naar voren wijzend uitsteeksel (een ongebruikelijke kenmerk voor archosauromorfen, maar ook gevonden bij Azendohsaurus). Het ravenbeksbeen articuleert met het schouderblad om een glenoïde (schouderkom) te vormen die naar de zijkant en naar achteren wijst, een toestand bij Azendohsaurus die suggereert dat de voorpoot meer rechtop werd gehouden dan bij een volledige spreiding. Het opperarmbeen is eveneens vergelijkbaar, met brede uiteinden en een smalle middenschacht, en een zeer goed ontwikkelde deltopectorale kam die half zo lang is als het hele bot, wat wijst op krachtige voorpoten. De ellepijp kan echter worden onderscheiden door een lager olecranonuitsteeksel onder de elleboog dan bij Azendohsaurus.
Het bekken en de achterpoten lijken erg op die van Azendohsaurus. Het darmbeen heeft een prominent, halfrond voorblad, terwijl het achterblad langer en dunner is. De heupkom is ook stevig en gesloten, in tegenstelling tot de geperforeerde heupkom van dinosauriërs. Het dijbeen is robuust en licht S-vormig, verbreed naar de zijkanten, met een robuust scheenbeen en een kuitbeen die slechts half zo breed is in het onderbeen. De voet is typerend voor vroege archosauromorfen, waaronder Azendohsaurus.

## Fylogenie
Shringasaurus wordt gezien als een lid van de familie Azendohsauridae en als de naaste verwant van Azendohsaurus zelf. De familie wordt meestal gegroepeerd binnen de recent benoemde clade Allokotosauria, samen met de trilophosauriden, zoals werd ontdekt door Sengupta en collega's toen ze Shringasaurus beschreven en de fylogenetische verwantschappen analyseerden in 2017. Een vogende analyse van archosauromorfe verwantschappen in 2019 die een andere dataset van Sengupta et alii gebruikte. (2017) - die van Pritchard et alii (2018) - werd bijgewerkt om Shringasaurus op te nemen, en vond hem en Azendohsaurus opnieuw als elkaars naaste verwanten binnen Allokotosauria, wat een azendohsauride affiniteit voor Shringasaurus verder ondersteunt.

De resultaten die in 2017 door Sengupta en collega's werden gevonden, worden hieronder weergegeven als een inkorting van het volledige cladogram, vereenvoudigd en gericht op de verwantschappen van Shringasaurus met andere allokotosauriërs:
|  | richting Archosauriformes |
|  |                           |
|  | Rhynchosauria             |
|  |                           |

|  | Teraterpeton hrynewichorum                                                                                      |
|  | |
|  | \| \| Trilophosaurus buettneri \| \| \| \| \| \| Spinosuchus caseanus ( = "Trilophosaurus" jacobsi) \| \| \| \| |
|  | |
|  | Trilophosaurus buettneri                                                                                        |
|  | |
|  | Spinosuchus caseanus ( = "Trilophosaurus" jacobsi)                                                              |
|  | |

|  | Trilophosaurus buettneri                           |
|  |                                                    |
|  | Spinosuchus caseanus ( = "Trilophosaurus" jacobsi) |
|  |                                                    |

|  | \| \| Azendohsaurus laaroussii \| \| \| \| \| \| Azendohsaurus madagaskarensis \| \| \| \| |
|  |                                                                                            |
|  | Shringasaurus indicus                                                                      |
|  |                                                                                            |
|  | Azendohsaurus laaroussii                                                                   |
|  |                                                                                            |
|  | Azendohsaurus madagaskarensis                                                              |
|  |                                                                                            |

|  | Azendohsaurus laaroussii      |
|  |                               |
|  | Azendohsaurus madagaskarensis |
|  |                               |

|  | \| \| Azendohsaurus laaroussii \| \| \| \| \| \| Azendohsaurus madagaskarensis \| \| \| \| |
|  |                                                                                            |
|  | Shringasaurus indicus                                                                      |
|  |                                                                                            |
|  | Azendohsaurus laaroussii                                                                   |
|  |                                                                                            |
|  | Azendohsaurus madagaskarensis                                                              |
|  |                                                                                            |

|  | Azendohsaurus laaroussii      |
|  |                               |
|  | Azendohsaurus madagaskarensis |
|  |                               |

|  | Teraterpeton hrynewichorum                                                                                      |
|  | |
|  | \| \| Trilophosaurus buettneri \| \| \| \| \| \| Spinosuchus caseanus ( = "Trilophosaurus" jacobsi) \| \| \| \| |
|  | |
|  | Trilophosaurus buettneri                                                                                        |
|  | |
|  | Spinosuchus caseanus ( = "Trilophosaurus" jacobsi)                                                              |
|  | |

|  | Trilophosaurus buettneri                           |
|  |                                                    |
|  | Spinosuchus caseanus ( = "Trilophosaurus" jacobsi) |
|  |                                                    |

|  | \| \| Azendohsaurus laaroussii \| \| \| \| \| \| Azendohsaurus madagaskarensis \| \| \| \| |
|  |                                                                                            |
|  | Shringasaurus indicus                                                                      |
|  |                                                                                            |
|  | Azendohsaurus laaroussii                                                                   |
|  |                                                                                            |
|  | Azendohsaurus madagaskarensis                                                              |
|  |                                                                                            |

|  | Azendohsaurus laaroussii      |
|  |                               |
|  | Azendohsaurus madagaskarensis |
|  |                               |

|  | \| \| Azendohsaurus laaroussii \| \| \| \| \| \| Azendohsaurus madagaskarensis \| \| \| \| |
|  |                                                                                            |
|  | Shringasaurus indicus                                                                      |
|  |                                                                                            |
|  | Azendohsaurus laaroussii                                                                   |
|  |                                                                                            |
|  | Azendohsaurus madagaskarensis                                                              |
|  |                                                                                            |

|  | Azendohsaurus laaroussii      |
|  |                               |
|  | Azendohsaurus madagaskarensis |
|  |                               |

|  | richting Archosauriformes |
|  |                           |
|  | Rhynchosauria             |
|  |                           |

|  | Teraterpeton hrynewichorum                                                                                      |
|  | |
|  | \| \| Trilophosaurus buettneri \| \| \| \| \| \| Spinosuchus caseanus ( = "Trilophosaurus" jacobsi) \| \| \| \| |
|  | |
|  | Trilophosaurus buettneri                                                                                        |
|  | |
|  | Spinosuchus caseanus ( = "Trilophosaurus" jacobsi)                                                              |
|  | |

|  | Trilophosaurus buettneri                           |
|  |                                                    |
|  | Spinosuchus caseanus ( = "Trilophosaurus" jacobsi) |
|  |                                                    |

|  | \| \| Azendohsaurus laaroussii \| \| \| \| \| \| Azendohsaurus madagaskarensis \| \| \| \| |
|  |                                                                                            |
|  | Shringasaurus indicus                                                                      |
|  |                                                                                            |
|  | Azendohsaurus laaroussii                                                                   |
|  |                                                                                            |
|  | Azendohsaurus madagaskarensis                                                              |
|  |                                                                                            |

|  | Azendohsaurus laaroussii      |
|  |                               |
|  | Azendohsaurus madagaskarensis |
|  |                               |

|  | \| \| Azendohsaurus laaroussii \| \| \| \| \| \| Azendohsaurus madagaskarensis \| \| \| \| |
|  |                                                                                            |
|  | Shringasaurus indicus                                                                      |
|  |                                                                                            |
|  | Azendohsaurus laaroussii                                                                   |
|  |                                                                                            |
|  | Azendohsaurus madagaskarensis                                                              |
|  |                                                                                            |

|  | Azendohsaurus laaroussii      |
|  |                               |
|  | Azendohsaurus madagaskarensis |
|  |                               |

|  | Teraterpeton hrynewichorum                                                                                      |
|  | |
|  | \| \| Trilophosaurus buettneri \| \| \| \| \| \| Spinosuchus caseanus ( = "Trilophosaurus" jacobsi) \| \| \| \| |
|  | |
|  | Trilophosaurus buettneri                                                                                        |
|  | |
|  | Spinosuchus caseanus ( = "Trilophosaurus" jacobsi)                                                              |
|  | |

|  | Trilophosaurus buettneri                           |
|  |                                                    |
|  | Spinosuchus caseanus ( = "Trilophosaurus" jacobsi) |
|  |                                                    |

|  | \| \| Azendohsaurus laaroussii \| \| \| \| \| \| Azendohsaurus madagaskarensis \| \| \| \| |
|  |                                                                                            |
|  | Shringasaurus indicus                                                                      |
|  |                                                                                            |
|  | Azendohsaurus laaroussii                                                                   |
|  |                                                                                            |
|  | Azendohsaurus madagaskarensis                                                              |
|  |                                                                                            |

|  | Azendohsaurus laaroussii      |
|  |                               |
|  | Azendohsaurus madagaskarensis |
|  |                               |

|  | \| \| Azendohsaurus laaroussii \| \| \| \| \| \| Azendohsaurus madagaskarensis \| \| \| \| |
|  |                                                                                            |
|  | Shringasaurus indicus                                                                      |
|  |                                                                                            |
|  | Azendohsaurus laaroussii                                                                   |
|  |                                                                                            |
|  | Azendohsaurus madagaskarensis                                                              |
|  |                                                                                            |

|  | Azendohsaurus laaroussii      |
|  |                               |
|  | Azendohsaurus madagaskarensis |
|  |                               |

Shringasaurus en andere azendohsauriërs delen verschillende kenmerken, waaronder samenvloeiende neusgaten, bladvormige tanden en een lange nek, evenals enkele andere kleine details van het skelet. Hij lijkt vooral op Azendohsaurus in kenmerken van de pareitalen, de onderkaak, schouder, heup, dijbeen en wervels, maar kan worden onderscheiden door tanden die niet boven de wortels zijn verbreed, het ontbreken van een groef aan de binnenkant van de bovenkaak , lange doornuitsteeksels en natuurlijk de hoorns.

## Paleobiologie
Het beenderbed van Shringasaurus suggereert dat het een kuddedier was. De kudde lijkt te zijn gestorven tijdens een massale sterfte en werd in korte tijd begraven, mogelijk verdronken na het doorbreken van een natuurlijke blokkade van een stroom. Het beenderbed omvat juvenielen, jongvolwassenen en volwassenen, wat verder suggereert dat Shringasaurus in kuddes van verschillende leeftijden leefde. De kudde was ook van gemengd geslacht, gebaseerd op de aanwezigheid van zowel vermeende mannetjes als vrouwtjes, hoewel het onduidelijk is of ze het hele jaar door gemengd leefden of dat ze dit slechts gedurende een deel van het jaar deden, namelijk het broedseizoen (zoals waargenomen bij gedomesticeerde schapen en verwante herbivoren waar mannetjes op dezelfde manier sparren met hun hoorns). De kudde verzamelde zich waarschijnlijk rond een nabijgelegen rivierkanaal tijdens een periode van omgevingsstress zoals een droogte, zoals voorkomt bij levende herbivoren en is ook afgeleid voor sommige dinosauriërs.

### Functie van de hoorns

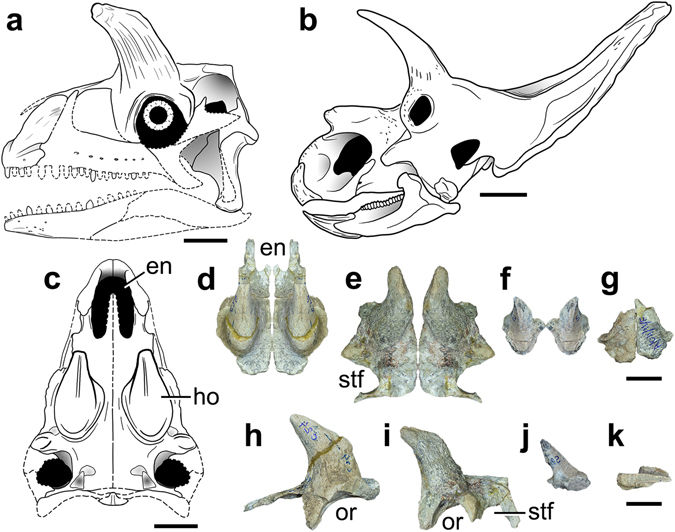
De kop vergeleken met die van Arrhinoceratops

De hoorns van Shringasaurus zijn het meest opvallende kenmerk, en daarom werd in de eerste beschrijving een zekere nadruk gelegd op hun rol en functie. De beschrijvers beschouwden zijn hoorns als waarschijnlijke producten van seksuele selectie, niet in de eerste plaats voor verdediging of soortherkenning (zoals wel is voorgesteld voor de kopversieringen van dinosauriërs). De hoorns worden opmerkelijk groter en robuuster bij grote volwassenen, terwijl kleinere individuen kortere en sierlijkere hoorns hebben. De mogelijkheid dat Shringasaurus seksueel dimorf was, met waarschijnlijke vrouwtjes zonder hoorns, ondersteunt deze interpretatie verder. Dit zou vergelijkbaar zijn met moderne gehoornde runderen, maar in tegenstelling tot ceratopide dinosauriërs, en inderdaad andere archosauromorfen, die niet dimorf lijken te zijn geweest.
Bovendien is de grootte en vorm van de hoorns vergeleken met die van andere gehoornde dieren, en de relatief korte, gebogen hoorns leken het meest op die van dieren die worstelen met hun horens, in tegenstelling tot rammen, steken en schermen. De mannelijke Shringasaurus heeft toen mogelijk om partners gestreden door hun hoorns in elkaar te klemmen, opmerkelijk vergelijkbaar met wat is geconcludeerd voor de gehoornde ceratopide dinosauriërs (met name Triceratops) en de moderne rietbok.

### Paleopathologie
Van één exemplaar van Shringasaurus is bekend dat het een paar misvormde wervels in zijn nek had. De twee cervicalen zijn gedeeltelijk samengesmolten, geïnterpreteerd als het resultaat van een geboorteafwijking, spondyloarthropathie (een type artritis), of mogelijk een bacteriële of schimmelinfectie van de wervelschijf. De wervels waren van een groot volwassen dier, dus het is onwaarschijnlijk dat de kwaliteit van leven van het individu ernstig werd aangetast door de aandoening, en het was waarschijnlijk niet dodelijk voor het dier. Een van de wervels bewaart ook een genezen breuk, hoewel de oorzaak van deze verwonding onbekend is.

## Paleo-ecologie
In de bovenste Denwaformatie leefde Shringasaurus naast de longvis Ceratodus sp. en een verscheidenheid aan temnospondyle 'amfibieën', waaronder de capitosauride Paracyclotosaurus crookshanki, de mastodonsauride Cherninia denwai, een lonchorhynchine trematosauride en een brachyopide. Andere gewervelde landdieren omvatten een grote onbeschreven rhynchosauriër en twee soorten dicynodonten, een middelgrote soort vergelijkbaar met Kannemeyeria en een grotere soort geïnterpreteerd als vergelijkbaar met Stahleckeria. De omgeving wordt geïnterpreteerd als een droge, semi-aride overstromingsvlakte met langzaam stromende regenrivieren die periodiek buiten hun oevers traden. De regenval was seizoensgebonden en de omgeving kende droogteperioden waarin kortstondige rivieren en meren opdroogden. De grote lichaamsgrootte van Shringasaurus en zijn gelijkenis met sauropodomorfen - inclusief zijn kaken en tanden en een oppervlakkig vergelijkbare lichaamsvorm - suggereert dat het de rol van een grote, relatief veel bladerende etende herbivoor in zijn omgeving innam, vergelijkbaar met wat wordt gesuggereerd voor Azendohsaurus.